# Kiti
Kiti (znanstveno ime Cetacea, iz grško κῆτος, latinizirano: kētos, dob. 'orjaška riba, morska pošast') so red sesalcev, katerega predstavniki so prilagojeni na življenje pod vodo. Telo je ribje oblike in golo, sprednje okončine so preobražene v plavuti, zadnje pa močno zakrnele. Kljub temu so pravi sesalci, ki s pljuči dihajo zrak, mladiče pa hranijo z mlekom. Živijo v vseh morjih, nekatere vrste pa tudi v tropskih in subtropskih rekah. Številne med njimi je človek s pretiranim lovom skoraj iztrebil.

## Zgradba telesa
Vsi vosati kiti imajo v ustih namesto zob vose. To so ščetke, ki jih uporabljajo za precejanje planktona in rakcev. Za večino so na grlu značilne brazde, s katerimi lahko zelo razširijo grlo in s tem povečajo površino za precejanje. Zobati kiti predstavljajo približno 90 % vseh kitov. Večinoma so manjši od vosatih, izjema je kit glavač, ki zraste do 20 m. Največji med vosatimi kiti je sinji kit, ki zraste do 30 metrov v dolžino in je največja žival, ki živi, oziroma ki je morda kadar koli živela na Zemlji.

## Taksonomija
Znanih je okoli 88 vrst kitov; med kite uvrščamo tudi delfine in pliskavke, čeprav običajno z izrazom »kit« označujemo le večje predstavnike. Njihovi najbližji še živeči sorodniki so povodni konji, ki naj bi se razvili iz istega, drobnemu jelenu podobnega prednika.

## Kiti v Sloveniji
Edini stalni prebivalci slovenskega morja med kiti so velike pliskavke, poleg njih pa sta v severnem Jadranu pogostejša še progasti in navadni delfin. Med drugimi kiti je na tem območju največkrat opažen kit glavač.
V sredini februarja 2009 so v Piranskem zalivu opazili enajstmetrskega kita grbavca. Gre za izjemno redek pojav, saj so to vrsto v Jadranskem morju doslej opazili le dvakrat.